# 方建國
方建國 ，男，中共軍、政治人物，现任中國人民武裝警察部隊後勤部 部長、中共二十大代表、武警少將，曾任西藏軍區保障部、武警部隊後勤部丶日喀则市委常委。
 